# 宮內廳書陵部

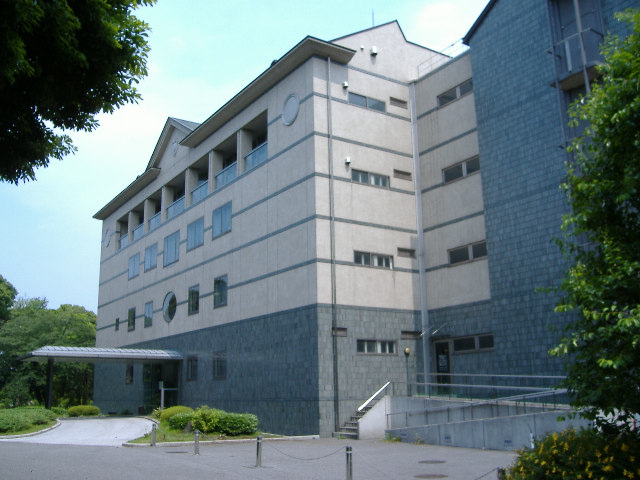
宮內廳書陵部

書陵部（日语：／ Shoryōbu */?）是日本宮內廳內專伺皇室譜牒、文書資料的管理編修及陵墓管理等事務的內部部局。內設圖書課、編修課、陵墓課以及五大陵區事務所。
書陵部的前身是明治17年（1884年）設立圖書寮以及明治19年（1886年）設立的諸陵寮。昭和24年（1949年），合併組成今日的書陵部。目前該部主要職責為公開部分資料、皇室制度、文化研究、發行刊物等。平時，書陵部下屬三課也會舉行述職展會。

## 內設組織
- 圖書課
- 編修課
- 陵墓課
- 多摩陵墓監区事務所（東京都八王子市、武藏陵墓地内）
  - 山形縣、新潟縣、櫪木縣、東京都、神奈川縣、長野縣内的陵墓管理。
- 桃山陵墓監区事務所（京都府京都市伏見区、伏見桃山陵内）
  - 岡山縣、廣島縣、山口縣、福岡縣、佐賀縣、長崎縣、熊本縣、宮崎縣、鹿兒島縣内と兵庫縣、京都府、大阪府的部分陵墓管理。
- 月輪（つきのわ）陵墓監区事務所（京都府京都市東山区、泉涌寺内）
  - 富山縣、石川縣、滋賀縣、鳥取縣、島根縣及京都府、兵庫縣的一部分陵墓管理。
- 畝傍（うねび）陵墓監区事務所（奈良縣橿原市、神武天皇陵内）
  - 奈良縣、三重縣、岐阜縣、愛知縣、静岡縣内的陵墓管理。
- 古市陵墓監区事務所（大阪府羽曳野市、應神天皇陵内）
  - 和歌山縣、香川縣、德岛縣、愛媛縣、高知縣及大阪府、兵庫縣的一部分陵墓管理。

## 外部連結
- 宮内庁ホームページ（页面存档备份，存于）
- ＜天皇陵＞宮内庁サイト（页面存档备份，存于）